# Hovi Star

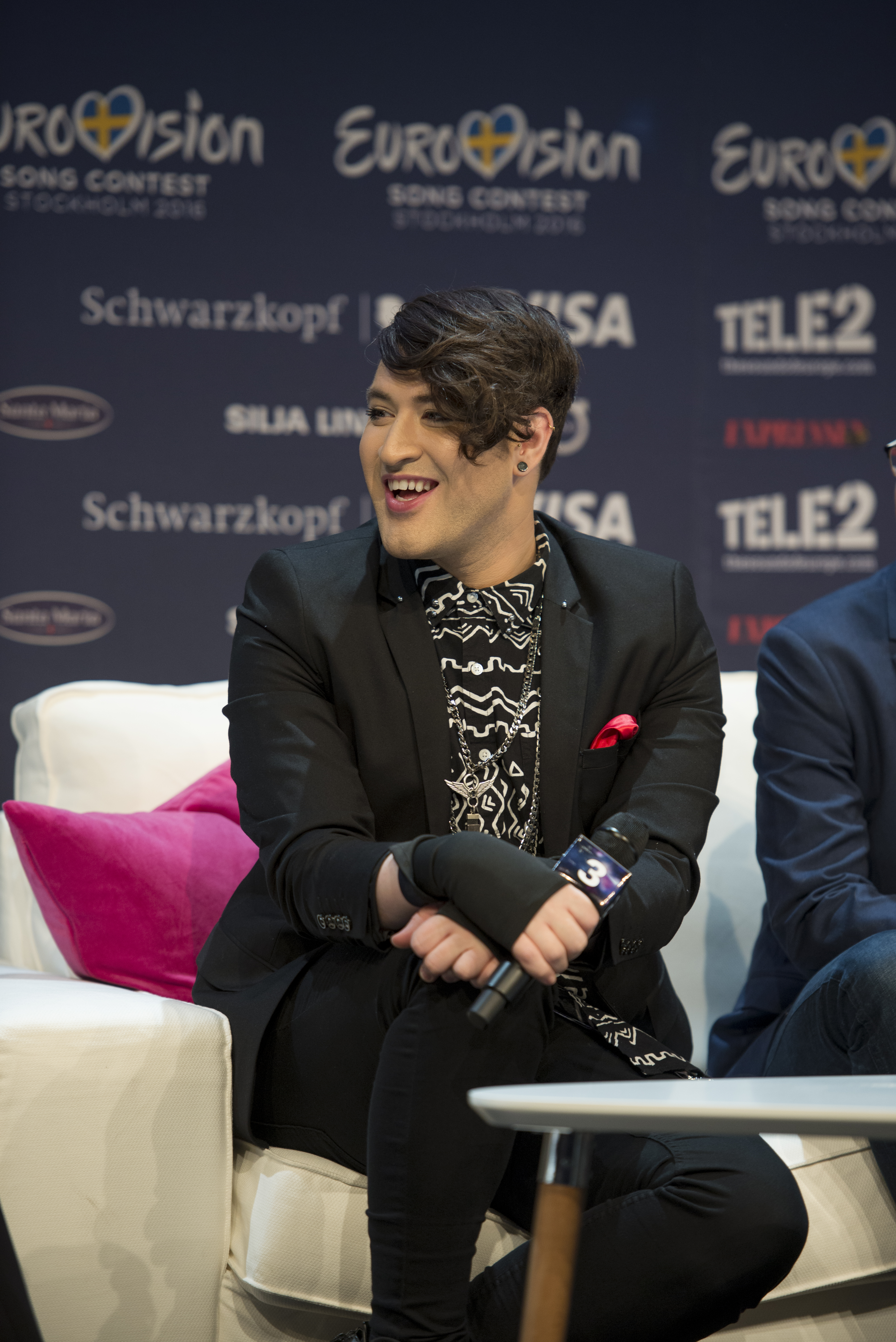
Hovi Star (2016)

Hovi Star (hebräisch חובי סטאר; bürgerlich Hovav Sekulets, hebräisch חובב סקולץ; * 19. November 1986 in Kiryat Ata) ist ein israelischer Sänger. Er hat Israel beim Eurovision Song Contest 2016 in Stockholm vertreten.

## Leben und Karriere
Seine Eltern wurden in seiner frühen Kindheit geschieden. Als er sechs Jahre alt war, heiratete seine Mutter den US-amerikanischen Basketballspieler John McIntyre, wodurch die Familie keinen dauerhaften Wohnort hatte und durch ganz Israel zog. Bis er 14 Jahre alt war, ging er im Kfar Hanoar HaDati zur Schule und versuchte danach, ein erstes Album aufzunehmen, das jedoch keinen nennenswerten Erfolg hatte, weshalb er danach wieder zur Schule ging.
Während seines Militärdienstes war er Mitglied der Band HFC. Sechs Monate vor dem Ende seiner Zeit beim Militär nahm er 2009 an der Castingshow Kochav Nolad teil und erreichte den siebten Platz.
2016 nahm er an der israelischen Castingshow HaKokhav HaBa L’Eirovizion (הַכּוֹכָב הַבָּא), der dortigen Variante von Rising Star, teil und gewann das Finale am 3. März 2016 mit dem Lied Made of Stars. Der von Doron Medalie komponierte Song vertrat Israel am 12. Mai 2016 im zweiten Semifinale des ESC in Stockholm. Medalie komponierte bereits den Beitrag von 2015, Golden Boy von Nadav Guedj, der Platz 9 im Finale erreichte. Beim ESC 2016 in Stockholm belegte Hovi Star mit dem Lied Made of Stars im Finale am 14. Mai 2016 den 14. Platz mit 135 Punkten, nachdem er sich am 12. Mai 2016 mit einem 7. Platz im zweiten Halbfinale für das Finale qualifiziert hatte.
Er lebt offen homosexuell in Israel.

## Diskografie

### Singles
- 2009: Playing With Fire
- 2010: Boyfriend
- 2016: Made of Stars
- 2019: Silver Spoon
- 2021: בשנה הבאה